# العلاقات الأسترالية القرغيزستانية
العلاقات الأسترالية القيرغيزستانية هي العلاقات الثنائية التي تجمع بين أستراليا وقيرغيزستان.

## مقارنة بين البلدين
هذه مقارنة عامة ومرجعية للدولتين:
| وجه المقارنة                                              | أستراليا                                   | قيرغيزستان                      |
| --------------------------------------------------------- | ------------------------------------------ | ------------------------------- |
| المساحة (كم2)                                             | 7.69 مليون                                 | 199.95 ألف                      |
| عدد السكان (نسمة)                                         | 24.51 مليون                                | 6.20 مليون                      |
| الكثافة السكانية (ن./كم²)                                 | 3.19                                       | 31.01                           |
| العاصمة                                                   | كانبرا، ملبورن                             | بيشكك                           |
| اللغة الرسمية                                             | لغة إنجليزية                               | اللغة الروسية، اللغة القيرغيزية |
| العملة                                                    | دولار أسترالي، جنيه إسترليني، جنيه أسترالي | سوم قيرغيزستاني                 |
| الناتج المحلي الإجمالي (بليون دولار)                      | 1.32 تريليون                               | 7.56 مليار                      |
| الناتج المحلي الإجمالي (تعادل القوة الشرائية) بليون دولار | 1.10 تريليون                               | 20.45 مليار                     |
| الناتج المحلي الإجمالي الاسمي للفرد دولار أمريكي          | 56.31 ألف                                  | 1.10 ألف                        |
| الناتج المحلي الإجمالي للفرد دولار أمريكي                 | 45.92 ألف                                  |                                 |
| مؤشر التنمية البشرية                                      | 0.939                                      | 0.655                           |
| رمز المكالمات الدولي                                      | +61                                        | +996                            |
| رمز الإنترنت                                              | .au                                        | .kg                             |
| المنطقة الزمنية                                           |                                            | ت ع م+06:00                     |

## منظمات دولية مشتركة
يشترك البلدان في عضوية مجموعة من المنظمات الدولية، منها:
| علم المنظمة | اسم المنظمة                        | تاريخ انضمام أستراليا | تاريخ انضمام قيرغيزستان |
| ----------- | ---------------------------------- | --------------------- | ----------------------- |
|             | يونسكو                             | 4 نوفمبر 1946         | 2 يونيو 1992            |
|             | مؤسسة التمويل الدولية              | 20 يوليو 1956         | 11 فبراير 1993          |
|             | بنك التنمية الآسيوي                | 1966                  | 1994                    |
|             | منظمة حظر الأسلحة الكيميائية       | ?                     | ?                       |
|             | مؤسسة التنمية الدولية              | 24 سبتمبر 1960        | 24 سبتمبر 1992          |
|             | منظمة التجارة العالمية             | ?                     | ?                       |
|             | وكالة ضمان الاستثمار متعدد الأطراف | 10 فبراير 1999        | 21 سبتمبر 1993          |
|             | الاتحاد البريدي العالمي            | ?                     | ?                       |
|             | الاتحاد الدولي للاتصالات           | 27 مايو 1878          | 20 يناير 1994           |
|             | منظمة الشرطة الجنائية الدولية      | ?                     | ?                       |
|             | الأمم المتحدة                      | 1 نوفمبر 1945         | 2 مارس 1992             |
|             | البنك الدولي للإنشاء والتعمير      | 5 أغسطس 1947          | 18 سبتمبر 1992          |

## وصلات خارجية
- موقع وزارة الخارجية الأسترالية